# 佐祖林齊 (赫梅利尼克區)
49°38′35″N 28°4′17″E / 49.64306°N 28.07139°E
佐祖林齊（烏克蘭語：Зозулинці），是烏克蘭的村落，位於該國西南部文尼察州，由赫梅利尼克區負責管轄，面積1.2平方公里，海拔高度282米，2001年人口471，人口密度每平方公里392.5人。